# 460
Cette page concerne l'année 460  du calendrier julien. Pour l'année 460 av. J.-C., voir 460 av. J.-C. Pour le nombre 460, voir 460 (nombre).
L'année 460 est une année bissextile qui commence un vendredi.

## Événements
- 27 mars : les Suèves occupent Lugo, en Galicie[1].
- 28 mars : Majorien est à Arles[2].
- Mai : Majorien passe les Pyrénées afin de gagner l’Afrique par Gibraltar avec une flotte de trois cents vaisseaux réunis à Carthagène, pour combattre Genséric et reprendre l’Afrique aux Vandales. La trahison de ses lieutenants, suivie de la capture de la flotte impériale dans la baie de Carthagène, fait échouer la tentative. Les généraux le trahissent, et l’empereur doit conclure la paix. Ricimer conspire contre lui et le contraint à abdiquer. Cinq jours plus tard, il meurt assassiné à Tortona en Italie  (août 461)[2].
- 27 novembre : mort de Maxime évêque de Riez, en Provence. Faustus, abbé de Lérins, lui succède avant 463 (fin en 491)[3].

## Naissances en 460
- Cadwallon Lawhir ap Einion, roi légendaire de Gwynedd.

## Décès en 460
- 20 octobre : Eudocie, en exil à Jérusalem[4].
- Cunedda, roi breton (date supposée)[5].